# Della decima e di varie altre gravezze imposte dal comune di Firenze, della moneta e della marcatura de' Fiorentini, fino al secolo XVI, primo
Della decima e delle altre gravezze imposte dal comune di Firenze, della moneta e della marcatura de' Fiorentini, fino al secolo XVI, tomo primo, è un'opera scritta dall'economista e storico italiano Giovanni Francesco Pagnini, pubblicata nel 1765-66. L'opera principale è formata da quattro tomi e, rappresenta l'opera di maggior rilievo dell'autore. Nel tomo primo, Pagnini si sofferma subito sulla Decima e la sua applicazione nella città di Firenze e in seguito tratta la moneta e la relativa valuta.

## Contenuto
L'opera si apre con la dedica a Pietro Leopoldo, Principe Reale d'Ungheria, Arciduca d'Austria, Granduca di Toscana. Dai ringraziamenti che porge il Pagnini si intuisce fosse molto onorato di aver fatto da funzionario al Granduca, il quale portò un programma di riforma alla città di Firenze che ebbe propensione agli scopi pratici più che a quelli teorici, pronto ad adeguarsi alle possibilità dell'ambiente. L'autore presenta la sua opera come fosse un auspicio per la città di Firenze e più in generale per l'intera Toscana.
L'opera contiene il proemio, la parte prima costituita da sette sezioni, la parte seconda costituita da cinque sezioni e le memorie relative ad entrambe le parti.
Nel proemio Pagnini lamenta il fatto che non ci siano scrittori trattanti l'imposizione e la distribuzione di gravezze, come anche la valuta delle monete ed il commercio.
La prima parte tratta, appunto, l'imposizione della Decima e di altre gravezze da parte del Comune di Firenze. 
Nella prima sezione si parla in generale della città di Firenze nei secoli XIV-XV e di quando si è instaurato l'uso delle prestanze. Della specie di prestanze e del metodo seguito per imporle e distribuirle. 
La seconda sezione tratta del catasto, del metodo da seguire per comporlo e del luogo su cui avviene l'applicazione, inoltre fornisce sia i vantaggi che i difetti apportati dal metodo descritto.
La terza sezione tratta della Decima (ordinata nell'anno 1494), del quando e del come è stato attuato il regolamento e i suoi vantaggi.
La quarta sezione tratta degli ordini relativi al modo di descrivere i beni, la Decima del 1576, e quella del 1671 che sarebbe stata a suo tempo quella attuale. Inoltre osserva la riforma del 1534 e gli altri ordini particolari introdotti posteriormente. Soprattutto indica quale sia l'importo della gravezza a suo tempo attuale.
La quinta sezione tratta dei beni sottoposti alla Decima, in quali casi si aumenta o si diminuisce, dalle persone che sono obbligate a pagarla.
La sesta sezione tratta delle persone e dei beni esenti da questa gravezza come vale per gli ecclesiastici, dei mezzi di cui si è valso il comune per impedire che si aumentasse la massa di beni degli ecclesiastici, degli ordini che si seguirono dopo l'indulto del Pontefice Leon Decimo.
La settima sezione tratta degli ordini aggiunti dopo lo stabilimento della Decima, degli ordini che riguardano i debitori, delle cancellazioni e sospensioni delle Decime imposte e della restituzione di quelle che sono state indebitamente pagate. Inoltre osserva le Decime decorse, della prescrizione centenaria e degli indulti e delle suppliche sotto occulto nome. Infine del Magistrato delle Decime.
La parte seconda tratta le monete del comune di Firenze.
La prima sezione fa da connessione alla parte precedente dell'opera, mostra le qualità del fiorino d'oro, quando questo è stato battuto per la prima volta, le sue varie denominazioni e sul finale osserva la proporzione dell'oro e dell'argento nel secolo XIII e le conseguenze che se ne deducono.
La seconda sezione tratta delle variazioni seguite nella valuta in certe denominazioni rispetto ad altre concentrandosi sulle denominazioni di Suggello. Inoltre delle denominazioni nelle quali il fiorino ha giovato. Interessante notare che in questa sezione il Pagnini mostra i motivi che si hanno per credere che il vantaggio di avere il fiorino non esistesse se non in casi particolari, delle opinioni dei "Giureconsulti" i quali si adoperavano per aumentare la valuta della moneta e del credo di alcuni che pensavano fosse aumentata secondo i principi della giurisprudenza romana.
La terza sezione invece tratta dell'argento battuto nella Zecca di Firenze, della sua influenza, della sua valutazione e dell'uso introdotto nei conti e degli effetti che ha prodotto la tenuta dei conti contemporanea sia in moneta d'oro che in moneta d'argento. Della variazione eseguita del 1345 e quindi dei modi per rimediare al difetto di proporzione tra oro e argento. Infine tratta dell'aumento di valuta ordinato nel 1347 e delle ragioni riportate dalla Zecca per esprimere peso, taglio e argento fine contenuto nelle monete d'argento di rame.
La quarta sezione tratta dell'uso della lega nelle monete e delle variazioni seguite nel peso della moneta nera o erosa ma soprattutto della differenza tra la valuta della moneta bianca e quella della moneta nera. Altri principi e variazioni seguite per quanto riguarda il peso e la proporzione fino all'anno 1348, poi in un capitolo successivo anche quelle successive a quell'anno e poi di altre ancora fino verso la metà del secolo XIII. Infine tratta la riforma del sistema monetario dell'anno 1534.
La quinta e ultima sezione tratta della crescita in termini di quantità dell'oro e dell'argento dopo il secolo XVI, e dei modi per confrontare i prezzi di alcuni generi di un tempo con quelli di un altro e conoscerne la differenza. Delle ragioni per le quali il prezzo di alcuni generi come sono i terreni sia maggiore di quello passato, e infine tratta la tariffa dei prezzi dell'anno 1548.
Nelle memorie sono inserite delle carte di documentazione come per esempio la tavola della popolazione per la prima parte e la tavola delle specie di moneta battute a Firenze per la seconda parte, utili per agevolare il lettore nella verifica degli argomenti trattati nell'opera stessa.

## Dati bibliografici
- Giovanni Francesco Pagnini del Ventura
- Della decima e di varie altre gravezze imposte dal Comune di Firenze, della moneta e della marcatura de' fiorentini fino al secolo XVI
- Volume primo: parte prima e seconda (primo di quattro volumi)
- Editore: Giuseppe Bouchard libraio francese in Firenze (editore), 1765-66
- Tipo di documento: Monografia, testo a stampa, 268 pagine (esclusa la dedica iniziale e gli indici)
- Lingua di pubblicazione: italiana
- Pubblicazione: Lisbona e Lucca, Bouchard 1965-66
- Altre edizioni: Ristampa anastatica, Bologna, Forni 1967
- Biblioteca: Biblioteca di Scienze politiche e giuridica dell’Università di Pisa Collocazione ECO - ECORR - BP/G 135
- Segnatura: π⁴ (π₁+χ²) A-2K⁴ 2L² 2χ¹ [croce greca]⁴ [croce greca, croce latina]-[croce greca, 3 croci latine]⁴ [croce greca, 4 croci latine]² 3χ¹⁰. -2L₁ segn. L, le ultime quattro carte del fasc. 3χ¹⁰
- Altre biblioteche che lo possiedono:

- - FI0104 RT1AA Biblioteca delle Oblate - Firenze -  [consistenza] v. 1, 1 esemplare con dedica legata dopo il frontespizio del secondo tomo.
  - IM0036 LIG80 Biblioteca civica Rambaldi - Sanremo - IM
  - LI0011 LIAFA Biblioteca comunale Labronica Francesco Domenico Guerrazzi - Livorno - Archiviato il 20 febbraio 2017 in Internet Archive.
  - MI0270 LO105 Biblioteca della Fondazione Giangiacomo Feltrinelli - Milano - Archiviato il 20 febbraio 2017 in Internet Archive. - [consistenza] 2 esemplari mutili delle Osservazioni generali dell'autore
  - MO0052 MODAC Biblioteca dell'Accademia nazionale di scienze, lettere ed arti - Modena - MO Archiviato il 20 febbraio 2017 in Internet Archive.
  - MO0089 MODBE Biblioteca Estense Universitaria - Modena  - [consistenza] 1 v. Le "Osservazioni generali ..." sono legate all'inizio del quarto volume
  - NA0070 NAPBU Biblioteca universitaria di Napoli - Napoli  - [consistenza] 1 esemplare
  - NA0079 NAPBN Biblioteca nazionale Vittorio Emanuele III - Napoli - Archiviato il 20 febbraio 2017 in Internet Archive. - [consistenza] 1 esemplare
  - PR0072 PARPA Biblioteca Palatina - Parma - [consistenza] 2 esemplari mutili delle cc. contenenti la dedica, inserite nel vol. 2
  - RM0238 IEISG Biblioteca della Società Geografica Italiana - Roma - Archiviato il 20 febbraio 2017 in Internet Archive. - [consistenza] 1 esemplare
  - RM0280 RML01 Biblioteca universitaria Alessandrina - Roma
  - TO0324 UTO17 Biblioteca dell'Accademia delle scienze - Torino - Archiviato il 20 febbraio 2017 in Internet Archive.
  - VE0049 VEABM Biblioteca nazionale Marciana - Venezia – Archiviato il 20 febbraio 2017 in Internet Archive.

- Edizioni digitali: Non ufficiali